# Brassolis langsdorfia
Brassolis langsdorfia är en fjärilsart som beskrevs av Ménétriés 1829. Brassolis langsdorfia ingår i släktet Brassolis och familjen praktfjärilar. Inga underarter finns listade i Catalogue of Life.